# オーちゃん (大田区)
オーちゃんは、東京都大田区のマスコットキャラクター。
区の鳥「うぐいす」がジェット機に乗っているデザインが、羽田空港と国際化をイメージすることから、2010年（平成22年）の「羽田空港国際化記念事業」のイメージキャラクターとなった。

## プロフィール
- 住んでいる場所：大田区役所[6]
- 誕生日：1997年3月15日
- 好きな食べ物：マドレーヌ、羽根つき餃子

## 誕生
1997年（平成9年）、大田区政50周年記念事業（大田区NEXPO50）のイメージキャラクターとして区民公募で選定され、誕生した。

## 歴史

### 1997年
- 3月15日 - 大田区政50周年記念事業（大田区NEXPO50）のイメージキャラクターとして区民公募で選定された。

### 2010年
- 9月11日 - 10月の羽田空港国際化を記念して、「羽田GLOBAL EXPO」が11日(土)〜12日(日)、羽田空港 新国際線ターミナル屋外駐車場で開催された。